# Comuna Rivne, Liuboml
Rivne (în ucraineană Рі́вне) este o comună în raionul Liuboml, regiunea Volînia, Ucraina, formată din satele Borove, Rivne (reședința) și Starovoitove.

## Demografie
Componența lingvistică a satului Rivne
     Ucraineană (99,57%)
     Alte limbi (0,36%)
Conform recensământului din 2001, majoritatea populației satului Rivne era vorbitoare de ucraineană (99,57%), existând în minoritate și vorbitori de alte limbi.